# Большой Ситкин (вулкан)
Вулкан Большой Ситкин — действующий стратовулкан на одноимённом острове, входящего в систему Андреяновских островов, США. Находится в 45 к северо-востоку от острова Адак. Является высшей точкой острова. Высота вулкана 1740 м.
Возник в кальдере более древнего щитового вулкана, диаметром 2,5x1,5 км. Сложен преимущественно базальтами, состоит из застывших пирокластических потоков лавы, селевых потоков. Содержит небольшое озеро, покрытое льдом, диаметром 0,8x1,2 км. Вулкан покрыт светло-коричневой, чёрной пемзой, толщи которой составляют 6 м. На южной оконечности вулкана возникли горячие и грязевые источники, фумаролы в кратере и на его краях. Образует в сторону северо-запада подковообразный амфитеатр, который спускается в сторону Берингова моря. Начиная с середины XVIII века вулкан извергался более десятка раз. Последняя значительная активность происходила в конце февраля 1974 года. Тогда извержение вулкана сопровождалось землетрясением магнитудой 2,6 бала по шкале Рихтера. С соседнего острова Адак отчётливо было видно шлейф вулканического пепла, который достигал высоты более 3 тысяч метров. В период 27-28 мая 2002 года в районе вулкана ощущались несильные подземные толчки и тремор.